# Чечуліно (Новгородська область)
Чечуліно (рос. Чечулино) — присілок в Новгородському районі Новгородської області Російської Федерації.
Населення становить 2178 осіб. Входить до складу муніципального утворення Трубичинське сільське поселення.

## Історія
Від 2004 року входить до складу муніципального утворення Трубичинське сільське поселення.

## Населення
| 2010 |
| ---- |
| 2178 |